# Muralla carlista de Soneixa
La Muralla Carlista de Soneixa està formada per les restes que queden de la qual fou en temps de les Guerres Carlistes la muralla defensiva de la població de Soneja, situades entre els carrers de la Parra i Almedíxer, del nucli poblacional, a la comarca de l'Alt Palància. Estan catalogades, de manera genèrica, com Bé d'Interès Cultural, amb codi 12.07.106-007, i anotació ministerial número 28404, amb data 18 de gener de 2012.

## Història
Durant la Primera Guerra Carlista, en concret al juliol de 1836, José Miralles, “El Serrador” va dur a terme una sèrie de saquejos des del Maestrazgo cap a la costa, en pobles com Alfara, Algar, Sot de Ferrer i Soneja, on va entrar el 17 de juliol d'aquest mateix any, aprofitant que parteix de la població i dels “homes útils” havien escapat i els nacionals estaven refugiats en la veïna població de Sogorb. Com a fruit del seu pas, la població va ser saquejada i incendiada, assassinant a veïns fins i tot fora de la població, la qual cosa va provocar, després d'aquests successos, l'emigració de gran part de la població a València i Sogorb.
La intervenció del General Narváez va permetre que els carlistes s'allunyessin de la zona, els quals, malgrat que estar pels voltants de la zona no van aconseguir tornar a envair la població.
Malgrat tot, la població va tornar a ser saquejada, segons explica la història popular, per la qual cosa va decidir emmurallar a la fi de 1839 la població per poder defensar-se enfront de nous atacs.

## Descripció
La muralla carlista que es va aixecar entre 1839 i 1840 voltava el que en aquell moment era el nucli de la població i que avui constitueix el nucli històric de Soneixa.
La muralla consistia, a vegades, a utilitzar parets externes de les cases en les quals es feien modificacions (com a obertura d'espitlleres), o la construcció de trinxeres i murs per tancar carrers. Així ens trobem per exemple que existien en el cèrcol emmurallat trinxeres, com la que tenia una porta que tancava el carrer Major, o la que es recolzava a banda i banda a les cases del poble en aquest cas concret propietat de Justo Martínez i Joaquín Miravete), i a més existien zones amb espitlleres fins al carrer de Sant Roc o de la Venda que estava tancada mitjançant una barricada que presentava banquet de fàbrica de pedra seca.
Es pensa que algunes cases, que donaven al camp, tapiaven les portes dels patis posteriors per evitar l'accés a l'interior que podia donar pas a la part del poble protegida per les cases utilitzades com a muralla.
D'aquesta forma la muralla recorria la part habitada del poble tenint carrers que es tancaven com el carrer del Romano, on una trinxera que començava en el corral del veí Ramón Piquer a un altre corral, tancava el pas, igual que ho feia la trinxera que feia cantonada entre el corral anterior i el carrer de l'Horta, la qual es tancava a la casa que en aquella època pertanyia al veí de Soneja anomenat Miguel Martínez.
Actualment res més es poden trobar restes d'aquest recinte que es va construir entre 1839 i 1840, amb fàbrica de tapial, i en el qual encara es distingeixen algunes de les seves espitlleres.